# خوزه چاتوک
خوزه چاتوک (انگلیسی: José Chatruc؛ زادهٔ ۹ نوامبر ۱۹۷۶) بازیکن فوتبال اهل آرژانتین است.
از باشگاه‌هایی که در آن بازی کرده‌است می‌توان به باشگاه فوتبال گراس‌هاپر زوریخ، باشگاه فوتبال بانفیلد، باشگاه ورزشی بارسلونا، باشگاه فوتبال استودیانتس، باشگاه ورزشی سن لورنسو آلماگرو، و باشگاه فوتبال راسینگ کلوب آویاندا اشاره کرد.